# Jerzy Rozwadowski
Jerzy Rozwadowski-Małynicz (ur. 27 sierpnia 1912 w majątku Książenice k. Warszawy, zm. w 1999 w Toronto w Kanadzie) – polski dziennikarz i pisarz, porucznik Armii Krajowej.

## Życiorys
Syn Czesława. Z wykształcenia prawnik. Absolwent Wyższej Szkoły Dziennikarskiej w Warszawie. Do września 1939 redaktor pięciu działów w piśmie „Ostatnie Wiadomości”. W czasie wojny członek ZWZ i AK (nr legitymacji 581/ T). Uczestnik powstania warszawskiego, jako żołnierz Bazy Lotniczej „Łużyce” Wydziału Lotnictwa „Bociany” Oddziału III Komendy Głównej Armii Krajowej. Wzięty do niewoli (nr jeniecki 101509), przebywał w obozach Stalag 344 (wcześniej 318) i Oflag II D. Po wyzwoleniu w Niemczech służył w Polskich Kompaniach Wartowniczych podległych amerykańskim władzom okupacyjnym.
Od 1951 mieszkał w Kanadzie. W l. 1965–1978 redaktor (w tym 2 lata jako naczelny) tygodnika „Związkowiec”. Od 1965 wieloletni redaktor miesięcznika „Nasza Credit Union”, wydawanego przez największą polonijną, parafialną kasę kredytową na świecie – Credit Union św. Stanisława i św. Kazimierza w Toronto.
Kapitan lotnictwa. Autor wielu książek poświęconych lotnictwu polskiemu czasów wojny, wydanych nakładem oficyn polonijnych w różnych krajach. Członek Stowarzyszenia Polskich Kombatantów, Skrzydła 430 Warszawa.
Żona, Zofia Rozwadowska (zmarła w 2007) była aktywną działaczką społeczną licznych organizacji przy Kongresie Polonii Kanadyjskiej.

## Publikacje
W Polsce:
- Wiraż po starcie
W Niemczech:
- 5 lat (1946)
- 3 lata w granatowej służbie (1950)
W Kanadzie:
- 15 lat Koła AK (1964)
- Na szlakach Ikara (1986)
- Skrzydła nad chmurami (1987)
- Dziś to już legendy (1987)
- O tym, czego już nie ma (1988)
W USA:
- Morski Dywizjon Lotniczy 1918-39 (1973)
- Gwiaździsta eskadra (1976)
- Ostatnie pokolenie (1984)

## Odznaczenia
Krzyż Walecznych, Srebrny i Złoty Krzyż Zasługi, Krzyż Kampanii Wrześniowej, Krzyż Armii Krajowej, Medal Lotniczy, Złota Odznaka XXX-lecia Stowarzyszenia Lotników, kanadyjskie odznaczenie „Za 15 lat pracy społecznej”.